# България на летните олимпийски игри 1928
България взима участие на летните олимпийски игри в Амстердам пред 1928 година с 5 спортиста. Това е третото участие на страната на олимпийски игри.

## Конен спорт
Обездка
- Владимир Стойчев на Пан – 18-о място с оценка 200.76

Всестранна езда
- Тодор Семов на Арсенал – не финишира
- Владимир Стойчев на Дарда – не финишира
- Крум Лекарски на Гигант – не финишира

Отборно
- Тодор Семов на Арсенал, Владимир Стойчев на Дарда, Крум Лекарски на Гигант – последно 14-о място, никой не финишира

## Фехтовка
Мъже шпага
- Димитър Василев – 8-о място в група F, първи кръг

Мъже сабя
- Димитър Василев – 4-то място в група D, първи кръг
- Асен Лекарски – 6-о място в група F, първи кръг